# Улово (село)
Улово — село в Суздальском районе Владимирской области России, входит в состав Павловского сельского поселения.

## География
Село расположено на берегу речки Уловка (бассейн Клязьмы) в 5 км на юго-восток от центра поселения села Павловское и в 14 км на юго-восток от райцентра города Суздаль.

## История
Церковь и колокольня в селе каменные, построены в 1796 году на средства прихожан. Престолов три: в церкви — во имя пророка Илии, в трапезной — во имя Покрова Божией Матери и Архангела Михаила. В 1896 году в селе числилось 103 двора, 309 душ мужского пола и 334 женского.
В конце XIX — начале XX века село входило в состав Городищевской волости Суздальского уезда.
С 1929 года село входило в состав Павловского сельсовета Суздальского района.
В годы Великой Отечественной войны село приняло эвакуированных, в частности здесь жил будущий известный поэт-песенник Леонид Дербенёв, предки которого были связаны с селом. В 2013 году в селе прошли «Дербеневские посиделки»

## Население
| 1859 | 1897 | 1905 | 1926 | 2002 | 2010 | 2021 |
| ---- | ---- | ---- | ---- | ---- | ---- | ---- |
| 548  | ↗662 | ↗702 | ↘626 | ↘29  | ↘17  | ↗47  |

## Достопримечательности
В селе находится действующая Церковь Илии Пророка (1796).